# 内豎省
内豎省（ないじゅしょう）は日本律令制で奈良時代後期に設置された令外官。天皇に近侍する内豎及び後宮十二司を統括するとともに、内裏の警護にあたった。

## 概要
内豎は元々内裏の雑務や警備を担当する童子や中小役人の事を指していたが、次第に組織化されて内豎所という統率機関が設置されていた。
神護景雲元年7月10日（767年8月8日）に内豎所の機能を拡大する形で設置される。『続日本紀』によれば、卿・大輔・少輔が各1名、大丞・少丞が各2名、大録が1名、少録が3名であり、その下に八省と同じように省掌・史生・使部・直丁などの職員や内豎がいたと考えられている。
内豎卿には、道鏡の実弟の弓削浄人（正三位中納言兼衛門督）が任じられ、内豎大輔に藤原是公（従四位上左衛士督）、内豎少輔藤原雄依（従五位下右衛士督）が現職を兼務したまま就任した。これらの人々は称徳天皇・道鏡政権の中核を担う人々であり、宮廷内における軍事組織である衛府を指揮していた（なお、神護景雲3年（769年）に是公に代わって藤原雄田麻呂（従四位上左中弁、後に右兵衛督兼務）が大輔に任じられている）。同じ頃、称徳天皇及び道鏡の政権中枢を支える経済機関として勅旨省も設置されており、対して内豎省は政権中枢を支える軍事機関として構想され、太政官を拠点に政権とは潜在的な競争関係にある藤原氏主流や皇親勢力に対抗するための政治・軍事力を保持するために組織された一種の家司機関であったと考えられている。
その後、称徳天皇が崩御し、道鏡兄弟が追放される（皮肉にも、その中心人物は内豎大輔藤原雄田麻呂であった）と組織の存在意義は失われ、宝亀3年2月16日（772年3月24日）に廃止され、内豎は近衛府・中衛府・左右兵衛府に分割編入された。その後、旧来の形での内豎が復置されたり、廃止されて大舎人が替わりに職務を担ったりしたが、弘仁年間以後に内豎・内豎所が蔵人所の下部組織の形で復活することになる。